# Liana Drahová
Liana Drahová provdaná Vozárová (* 22. dubna 1953, Liberec) je bývalá československá krasobruslařka a později krasobruslařská trenérka.
S krasobruslením začala v Liberci, ale vážněji se mu věnovala až v Bratislavě, kam se rodina přestěhovala v roce 1965. Zde ve Slovanu Bratislava vytvořila sportovní pár s Petrem Bartosiewiczem, který předtím soutěžil s Nikodýmovou a s Agnesou Wlachovskou. V roce 1975 v 22 letech ukončila sportovní kariéru.
Ještě téhož roku 1975 se provdala za studenta medicíny Otu Vozára. Později se rozvedli a znovu se provdala.
Studovala na fakultě tělesné výchovy a sportu. Později začala trénovat v Topoľčanech, odtud přešla do Nitry a sedm roků působila v Bratislavě. Od roku 1995 žije a trénuje v rakouském Linci.

## Výsledky

### Peter Bartosiewicz
| Soutěž                             | 1968 | 1969 |
| ---------------------------------- | ---- | ---- |
| Zimní olympijské hry               | 12   |      |
| Mistrovství světa v krasobruslení  | 10   |      |
| Mistrovství Evropy v krasobruslení | 8    |      |
| Mistrovství ČSR v krasobruslení    | 1    | 1    |

### Ženy
| Soutěž                             | 1970 | 1971 | 1972 | 1973 | 1974 | 1975 |
| ---------------------------------- | ---- | ---- | ---- | ---- | ---- | ---- |
| Mistrovství světa v krasobruslení  |      |      |      | 7    | 9    | 11   |
| Mistrovství Evropy v krasobruslení | 14   | 14   | 12   | 4    | 3    | 4    |
| Mistrovství ČSR v krasobruslení    | 2    | 4    | 1    | 1    | 1    | 1    |